# Нефтегазовая промышленность Ирана
Важную роль в энергетической промышленности Ирана играет нефтегазовая промышленность. 

В 2009 году на нефтегазовой сектор приходилось 60 % всех государственных доходов (ВВП) и 80 % общей годовой стоимости экспорта и поступлений в иностранной валюте. 
В 2006 году объём[прояснить] добычи нефти составлял около 18,7 % ВВП страны. 
Иран производил в 2004 году 5,1 % мировой нефти (3,9 млн баррелей в день), что обеспечивало доход от 25 до 30 млрд долларов; экспорт нефти и газа стал основным источником иностранной валюты в стране (доходы от нефти и газа зависят от стоимости сырой нефти на международном рынке: было подсчитано, что на уровне квоты Организации стран-экспортеров нефти (ОПЕК) однодолларовое изменение цены сырой нефти на международном рынке изменило бы нефтяные доходы Ирана на 1 млрд долларов). 
Однако важность углеводородного сектора для экономики Ирана была намного выше: нефтяная и газовая промышленность стала важным двигателем экономического роста.

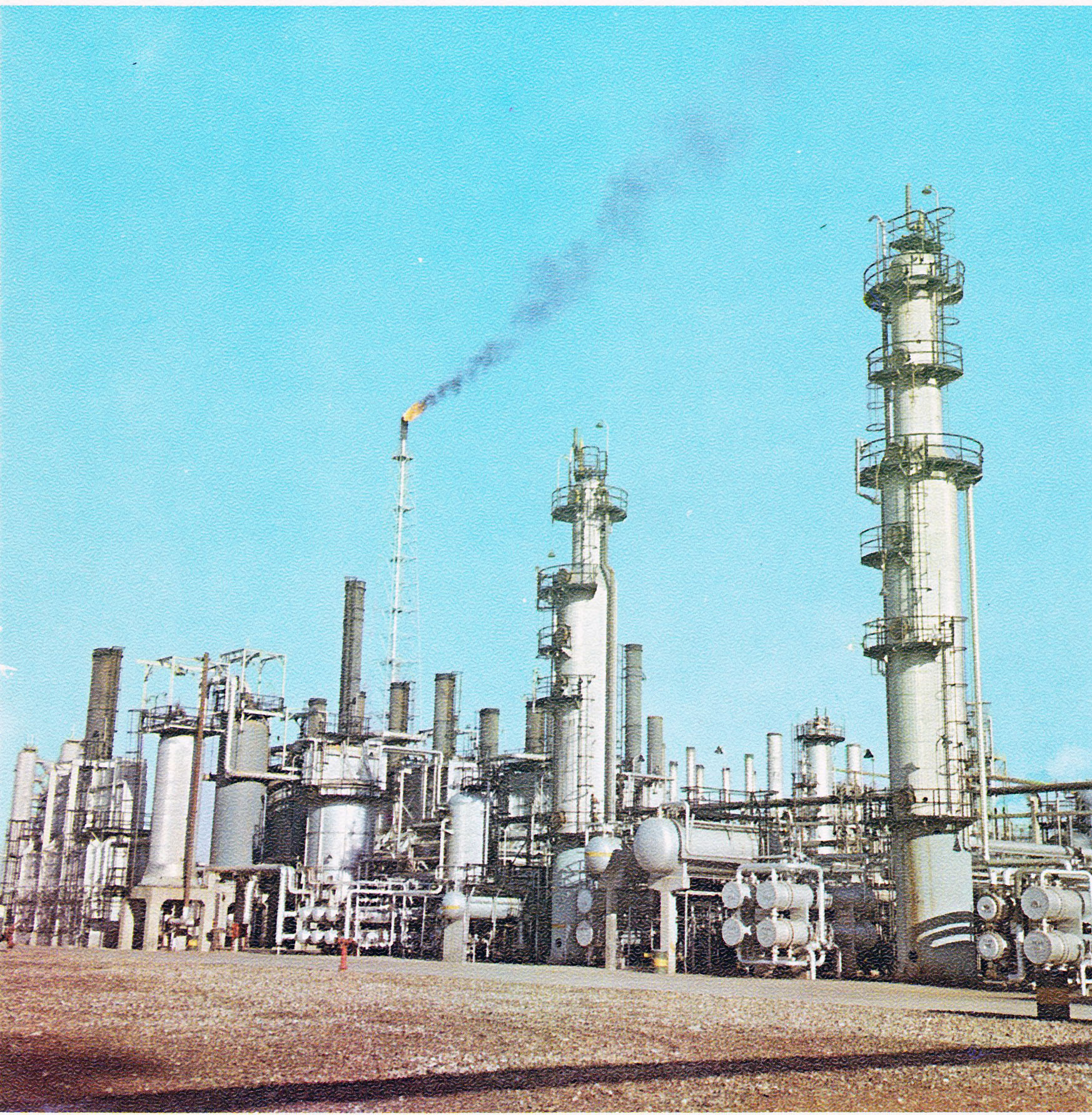
Установки каталитического крекинга в Абадане

В 2012 году Иран, экспортировавший около 1,5 млн баррелей сырой нефти в день, был вторым по величине экспортером среди стран ОПЕК. В том же году статистики Ирана подсчитали, что ежегодные доходы страны от нефти и газа могут достичь 250 миллиардов долларов к 2015 году. 
Тем не менее, эмбарго на иранскую нефть с июля 2012 по январь 2016 года ощутимо повлияло на экономику страны. 
Иран планирует инвестировать в нефтяной сектор в общей сложности 500 млрд долларов до 2025 года.

## Месторождения
Запасы нефти в Иране, Экономика Ирана#Природные ресурсы
Большая часть месторождений нефти и газа в Иране размещается в юго-западной части в пределах нефтегазоносного бассейна Персидского залива, отдельные месторождения известны также в Центральноиранском, Каракумском и Южно-Каспийском бассейнах. 
На территории Ирана выявлены 72 нефтяных (и газонефтяных) и 21 газовое месторождение; в том числе с извлекаемыми запасами — нефти свыше 500 млн тонн (Марун, Ахваз, Агаджари, Гечсаран, Биби-Хекиме, Реги-Сефид) и 500 млрд м³ природного газа (Кенган, Парс, Пазенан).
Также, месторождение Араш (Дурра) на границе с Кувейтом.

## Добыча и запасы нефти
По словам иранского правительства, Иран имеет достаточно запасов нефти для добычи в течение 100 лет (месторождения Южный Парс, Азадеган и др.), в то время как запасы нефти других ближневосточных стран будут исчерпаны в ближайшие 60 лет, а большая часть других богатых нефтью стран потеряет свои запасы нефти в течение следующих 30 лет.
см. также: Категория:Нефтяные месторождения Ирана
На данный момент проводится огромное количество исследований по разработке новых месторождений нефти и расширению старых. Ранее большая часть иранской нефти перерабатывалась на иностранном оборудовании, однако сегодня большая часть оснащения, необходимого для переработки сырья, поставляется местными производителями.
- Национальная иранская нефтяная компания (National Iranian Oil Company, NIOC)
- Национализация нефтяной промышленности Ирана
- Санкции против Ирана
- Нефтеперерабатывающая промышленность

## Добыча и запасы природного газа
Помимо газа, добываемого в процессе поиска и добычи нефти, 62 % доказанных запасов природного газа в Иране в 2006 году составляли 32,3 трлн м³. 
Иран обладает доказанными запасами природного газа объёмом приблизительно 29,6 трлн куб. м. — это 16 % мировых запасов. Таким образом, Иран занимает второе место после России в мире по запасам природного газа в мире. В 2009 году объём добычи природного газа в Иране составил 116 млрд м³, в 2010 году эта цифра выросла до 138,5 млрд  м³ (на 19 % больше). Большая часть иранского газа потребляется на внутреннем рынке — потребление ежегодно увеличивается в среднем на 12 % в течение последних 15 лет.
В 2006 году годовая добыча природного газа в Иране достигла 105 млрд м³, причем самый быстрый рост добычи пришёлся на последние 15 лет; на природный газ приходилось около 50 % внутреннего потребления энергии, отчасти потому, что внутренние цены на газ значительно субсидировались. 

В 2010 году экспорт и импорт Ирана природного газа составили 8,42 и 6,85 млрд  м³ соответственно; Иран экспортировал 0,4 млрд  м³ газа в Армению, 0,25 млрд  м³ — в Азербайджан и 7,77 млрд  м³ — в Турцию; импорт: Иран получил соответственно 0,35 и 6,5 млрд м³ от Азербайджана и Туркменистана. 

В 2011 году в Иране чистый экспорт газа составил 1,57 млрд м³.
В 2011 году Иран подписал с Ираком и Сирией контракт стоимостью 10 млрд долларов на экспорт иранского газа в Ирак, Сирию, Ливан и Средиземноморский регион (а оттуда — в остальную Европу). По оценкам специалистов, в ближайшие три-четыре года на газовом месторождении Южный Парс, крупнейшем в мире газовом месторождении в Персидском заливе, избыточное производство газа составит 200—250 млн м³.
Иран способен производить все оборудование, необходимое для постройки газоперерабатывающих заводов. Ожидалось, что к 2018 году Иран запустит свой первый завод, использующий технологию GTL (англ. Gas-to-liquids — газ в жидкость — рус. Газожидкостная конверсия (ГЖК)).
Иранское хранилище сжиженного природного газа «Шурейхэ», построенное в 2014 году, может поставлять 4,8 млрд  м³ природного газа. Главной целью работы данного хранилища является сокращение импорта газа из Туркменистана . После того, как туркменская сторона в январе 2017 года разорвала контракт на поставку газа в Иран, работа предприятия «Шурейхэ» представляется особенно важной для экономики Ирана.
Иран обладает самой большой газовой сетью на Ближнем Востоке. Она насчитывает 22 тыс. километров (14 тыс. миль) трубопроводов высокого давления. Иран по состоянию на 2015 год занимал третье место в мире по объёму природного газа, сжигаемого при добыче на нефтяных месторождениях.

## Организации
За выработку и реализацию государственной политики, нормативно-правовое регулирование в сферах нефтегазовой и нефтехимической промышленности, и транспортировку углеводородного сырья отвечает министерство нефти Ирана. 
Его подведомственные организации — Национальная иранская нефтяная компания (NIOC), 
Национальная иранская нефтехимическая компания (NPC), 
Национальная иранская газовая компания (NIGC) и 
Национальная иранская нефтеперерабатывающая и распределительная компания 
— осуществляют различные функции по контролю и надзору в области нефтегазовой промышленности.